# Brenda Kirk
Pour les articles homonymes, voir Kirk.
Brenda Kirk (née le 11 janvier 1951 et morte le 6 septembre 2015) est une joueuse de tennis sud-africaine, professionnelle dans les années 1970.
Elle s'est essentiellement illustrée dans les épreuves de double dames, comptant deux titres WTA tour dans cette spécialité.
En 1972, aux côtés de Pat Walkden, elle a décroché la Coupe de la Fédération face à la Grande-Bretagne en finale, la seule jamais gagnée par l'Afrique du Sud. L'année suivante, avec la même partenaire, elle concède cette fois la défaite au même stade de la compétition contre l'Australie.

## Palmarès (partiel)

### Titre en simple dames
Aucun

### Finale en simple dames
Aucune

### Titres en double dames
| No | Date       | Nom et lieu du tournoi                       | Catégorie  | Dotation | Surface      | Partenaire      | Finalistes                       | Score          |          |
| -- | ---------- | -------------------------------------------- | ---------- | -------- | ------------ | --------------- | -------------------------------- | -------------- | -------- |
| 1  | 25-08-1970 | Kitzbühel International Kitzbühel            |            | NC       | Terre (ext.) | Annette Van Zyl | Helga Masthoff Winnie Shaw       | 6-4, 5-7, 6-3  | Parcours |
| 2  | 05-07-1971 | Swiss Open Championships Gstaad              | Grand Prix | NC       | Terre (ext.) | Laura Rossouw   | Françoise Dürr Lea Pericoli      | 8-6, 6-3       | Parcours |
| 3  | 05-06-1972 | Refuge Assurance Northern Champ's Manchester |            | NC       | Gazon (ext.) | Ilana Kloss     | Esme Emanuel Cecilia Martinez    | 6-1, 6-3       | Parcours |
| 4  | 10-07-1972 | Carroll's Irish Open Dublin                  | Grand Prix | 26 000 $ | Gazon (ext.) | Pat Pretorius   | Evonne Goolagong Karen Krantzcke | 6-3, 8-10, 6-2 | Parcours |

### Finales en double dames
| No | Date       | Nom et lieu du tournoi                           | Catégorie  | Dotation | Surface         | Vainqueures                           | Partenaire      | Score         |          |
| -- | ---------- | ------------------------------------------------ | ---------- | -------- | --------------- | ------------------------------------- | --------------- | ------------- | -------- |
| 1  | 14-07-1969 | Essex Championships Frinton-on-Sea               |            | NC       | Gazon (ext.)    | Margaret Smith Court Robin Blakelock  | Wendy Tomlinson | 6-3, 6-1      | Parcours |
| 2  | 05-04-1971 | South African Open Johannesburg                  |            | NC       | Dur (ext.)      | Margaret Smith Court Evonne Goolagong | Laura Rossouw   | 6-3, 6-2      | Parcours |
| 3  | 08-05-1972 | Rothmans British HC Championships Bournemouth    |            | 39 000 $ | Terre (ext.)    | Evonne Goolagong Helen Gourlay        | Betty Stöve     | 7-5, 6-1      | Parcours |
| 4  | 19-06-1972 | Rothmans London Grass Court Champ's Londres      |            | 14 600 $ | Gazon (ext.)    | Rosie Casals Billie Jean King         | Pat Pretorius   | 5-7, 6-0, 6-2 | Parcours |
| 5  | 17-07-1972 | Rothmans North of England Champ's Hoylake        | Grand Prix | 13 000 $ | Gazon (ext.)    | Evonne Goolagong Helen Gourlay        | Pat Pretorius   | Partage       | Parcours |
| 6  | 01-08-1972 | 85th Western Championships Cincinnati            | Grand Prix | 42 500 $ | Terre (ext.)    | Margaret Smith Court Evonne Goolagong | Pat Pretorius   | 6-4, 6-1      | Parcours |
| 7  | 14-08-1972 | Rothmans Canadian Open Toronto                   | Grand Prix | 72600 $  | Terre (ext.)    | Margaret Smith Court Evonne Goolagong | Pat Pretorius   | 3-6, 6-3, 7-5 | Parcours |
| 8  | 21-08-1972 | Pennsylvania Grass Court Championships Haverford |            | 15 000 $ | Gazon (ext.)    | Virginia Wade Sharon Walsh            | Pat Pretorius   | 7-6, 6-2      | Parcours |
| 9  | 06-11-1972 | Dewar Cup Torquay                                | Dewar Cup  | 7 800 $  | Moquette (int.) | Margaret Smith Court Virginia Wade    | Sharon Walsh    | 6-4, 6-4      | Parcours |
| 10 | 16-11-1972 | Dewar Cup Final Nottingham - Londres             | Dewar Cup  | 30 720 $ | Moquette (int.) | Margaret Smith Court Virginia Wade    | Sharon Walsh    | 6-1, 6-4      | Parcours |

## Parcours en Grand Chelem

### En simple dames
| Année | Open d'Australie | Open d'Australie | Internationaux de France | Internationaux de France | Wimbledon       | Wimbledon       | US Open         | US Open          |
| ----- | ---------------- | ---------------- | ------------------------ | ------------------------ | --------------- | --------------- | --------------- | ---------------- |
| 1969  | -                | -                | 1er tour (1/32)          | M. Guzmán                | 1er tour (1/64) | Joan Wilshere   | 1er tour (1/32) | Billie Jean King |
| 1970  | -                | -                | 1er tour (1/32)          | Kerry Harris             | 1er tour (1/64) | Annette Van Zyl | -               | -                |
| 1971  | -                | -                | 1er tour (1/32)          | Kazuko Sawamatsu         | 3e tour (1/16)  | Kerry Melville  | -               | -                |
| 1972  | -                | -                | 3e tour (1/16)           | Helga Masthoff           | 1er tour (1/64) | Lesley Hunt     | 1er tour (1/32) | Evonne Goolagong |
| 1973  | -                | -                | -                        | -                        | 1er tour (1/64) | Rosie Casals    | -               | -                |

À droite du résultat, l’ultime adversaire.

### En double dames
| Année | Open d'Australie | Open d'Australie | Internationaux de France    | Internationaux de France  | Wimbledon                    | Wimbledon                   | US Open                      | US Open                  |
| ----- | ---------------- | ---------------- | --------------------------- | ------------------------- | ---------------------------- | --------------------------- | ---------------------------- | ------------------------ |
| 1969  | -                | -                | 3e tour (1/8) W. Tomlinson  | F. Dürr Ann Haydon        | 1er tour (1/32) W. Tomlinson | Gail Sherriff C. Sherriff   | 1er tour (1/16) W. Tomlinson | M. Smith Virginia Wade   |
| 1970  | -                | -                | 2e tour (1/16) W. Tomlinson | Kerry Harris Fay Toyne    | 2e tour (1/16) W. Tomlinson  | A. Van Zyl Joyce Barclay    | -                            | -                        |
| 1971  | -                | -                | 3e tour (1/8) Laura Rossouw | Gail Sherriff F. Dürr     | 3e tour (1/8) Laura Rossouw  | M. Smith E. Goolagong       | -                            | -                        |
| 1972  | -                | -                | 2e tour (1/8) Pat Pretorius | F. Bonicelli M. Fernández | 2e tour (1/16) Pat Pretorius | Julie Anthony K. Kemmer     | 1/4 de finale Pat Pretorius  | F. Dürr Betty Stöve      |
| 1973  | -                | -                | -                           | -                         | 3e tour (1/8) Pat Pretorius  | Julie Anthony Mona Schallau | 2e tour (1/8) Helen Gourlay  | Kerry Harris K. Melville |

Sous le résultat, la partenaire ; à droite, l’ultime équipe adverse.

### En double mixte
| Année | Open d'Australie | Open d'Australie | Internationaux de France     | Internationaux de France | Wimbledon                  | Wimbledon                  | US Open                     | US Open                 |
| ----- | ---------------- | ---------------- | ---------------------------- | ------------------------ | -------------------------- | -------------------------- | --------------------------- | ----------------------- |
| 1969  | -                | -                | -                            | -                        | 3e tour (1/16) D. Schroder | Zaiga Yanzone S. Likhachev | 3e tour (1/8) Rauty Krog    | M. Smith Marty Riessen  |
| 1970  | n/a              | n/a              | 1er tour (1/32) L. Sylvester | J. Szörényi S. Baranyi   | 4e tour (1/8) L. Sylvester | E. Goolagong Fred Stolle   | -                           | -                       |
| 1972  | n/a              | n/a              | -                            | -                        | -                          | -                          | 1er tour (1/32) A. Amritraj | V. Ziegenfuss Dick Dell |

Sous le résultat, le partenaire ; à droite, l’ultime équipe adverse.

## Parcours en Coupe de la Fédération
| #                                                                           | Date       | Lieu                | Surface      | Gagnante(s)                  | Perdante(s)                        | Score         |          |
|                                                                             |            |                     |              |                              |                                    |               |          |
| 1969 - 2e tour (groupe mondial) - Afrique du Sud - France - 1 : 2           |            |                     |              |                              |                                    |               |          |
| 1                                                                           | 22/05/1969 | Athènes             | Terre (ext.) | Gail Sherriff                | Brenda Kirk                        | 4-6, 6-2, 6-1 | Parcours |
| 1                                                                           | 22/05/1969 | Athènes             | Terre (ext.) | Gail Sherriff Rosie Darmon   | Brenda Kirk Maryna Godwin          | 6-4, 6-2      | Parcours |
|                                                                             |            |                     |              |                              |                                    |               |          |
| 1970 - 1/4 de finale (groupe mondial) - États-Unis - Afrique du Sud - 3 : 0 |            |                     |              |                              |                                    |               |          |
| 2                                                                           | 22/05/1970 | Fribourg-en-Brisgau | Terre (ext.) | Julie Heldman                | Brenda Kirk                        | 6-4, 6-0      | Parcours |
| 2                                                                           | 22/05/1970 | Fribourg-en-Brisgau | Terre (ext.) | Mary-Ann Eisel Julie Heldman | Brenda Kirk Wendy Tomlinson        | 6-4, 6-1      | Parcours |
|                                                                             |            |                     |              |                              |                                    |               |          |
| 1971 - 1er tour (groupe mondial) - Afrique du Sud - Indonésie - 3 : 0       |            |                     |              |                              |                                    |               |          |
| 3                                                                           | 26/12/1970 | Perth               | Herbe (ext.) | Brenda Kirk                  | Lita Liem                          | 8-6, 2-6, 6-4 | Parcours |
| 3                                                                           | 26/12/1970 | Perth               | Herbe (ext.) | Brenda Kirk Laura Rossouw    | Lany Kaligis Lita Liem             | 6-2, 6-3      | Parcours |
|                                                                             |            |                     |              |                              |                                    |               |          |
| 1971 - 1/4 de finale (groupe mondial) - Afrique du Sud - États-Unis - 1 : 2 |            |                     |              |                              |                                    |               |          |
| 4                                                                           | 27/12/1970 | Perth               | Herbe (ext.) | Patti Hogan                  | Brenda Kirk                        | 6-1, 6-2      | Parcours |
| 4                                                                           | 27/12/1970 | Perth               | Herbe (ext.) | Patti Hogan Sharon Walsh     | Brenda Kirk Laura Rossouw          | 6-3, 7-5      | Parcours |
|                                                                             |            |                     |              |                              |                                    |               |          |
| 1972 - 1er tour (groupe mondial) - Afrique du Sud - Belgique - 3 : 0        |            |                     |              |                              |                                    |               |          |
| 5                                                                           | 20/03/1972 | Johannesburg        | Dur (ext.)   | Brenda Kirk                  | Monique Van Haver                  | 6-2, 6-4      | Parcours |
|                                                                             |            |                     |              |                              |                                    |               |          |
| 1972 - 2e tour (groupe mondial) - Afrique du Sud - Brésil - 2 : 0           |            |                     |              |                              |                                    |               |          |
| 6                                                                           | 21/03/1972 | Johannesburg        | Dur (ext.)   | Brenda Kirk                  | Beatrice Chrystman                 | 6-4, 6-1      | Parcours |
|                                                                             |            |                     |              |                              |                                    |               |          |
| 1972 - 1/4 de finale (groupe mondial) - Afrique du Sud - France - 2 : 1     |            |                     |              |                              |                                    |               |          |
| 7                                                                           | 23/03/1972 | Johannesburg        | Dur (ext.)   | Brenda Kirk                  | Gail Sherriff                      | 6-4, 0-6, 6-2 | Parcours |
| 7                                                                           | 23/03/1972 | Johannesburg        | Dur (ext.)   | Brenda Kirk Pat Pretorius    | Gail Sherriff Françoise Dürr       | 6-3, 6-4      | Parcours |
|                                                                             |            |                     |              |                              |                                    |               |          |
| 1972 - 1/2 finale (groupe mondial) - Afrique du Sud - États-Unis - 2 : 1    |            |                     |              |                              |                                    |               |          |
| 8                                                                           | 24/03/1972 | Johannesburg        | Dur (ext.)   | Brenda Kirk                  | Linda Tuero                        | 6-3, 6-2      | Parcours |
| 8                                                                           | 24/03/1972 | Johannesburg        | Dur (ext.)   | Brenda Kirk Pat Pretorius    | Sharon Walsh Valerie Ziegenfuss    | 8-6, 6-1      | Parcours |
|                                                                             |            |                     |              |                              |                                    |               |          |
| 1972 - Finale (groupe mondial) - Afrique du Sud - Grande-Bretagne - 2 : 1   |            |                     |              |                              |                                    |               |          |
| 9                                                                           | 20/03/1972 | Johannesburg        | Dur (ext.)   | Brenda Kirk                  | Winnie Shaw                        | 4-6, 7-5, 6-0 | Parcours |
| 9                                                                           | 20/03/1972 | Johannesburg        | Dur (ext.)   | Brenda Kirk Pat Pretorius    | Virginia Wade Joyce Barclay        | 6-1, 7-5      | Parcours |
|                                                                             |            |                     |              |                              |                                    |               |          |
| 1973 - 1er tour (groupe mondial) - Afrique du Sud - Grèce - 3 : 0           |            |                     |              |                              |                                    |               |          |
| 10                                                                          | 01/05/1973 | Bad Homburg         | Terre (ext.) | Brenda Kirk                  | Alice Alexandri                    | 6-0, 6-0      | Parcours |
| 10                                                                          | 01/05/1973 | Bad Homburg         | Terre (ext.) | Brenda Kirk Pat Pretorius    | C. Kalogeropoulos Dionissia Kotsia | 6-0, 6-0      | Parcours |
|                                                                             |            |                     |              |                              |                                    |               |          |
| 1973 - 2e tour (groupe mondial) - Afrique du Sud - Belgique - 3 : 0         |            |                     |              |                              |                                    |               |          |
| 11                                                                          | 02/05/1973 | Bad Homburg         | Terre (ext.) | Brenda Kirk                  | Monique Van Haver                  | 6-2, 3-6, 6-3 | Parcours |
| 11                                                                          | 02/05/1973 | Bad Homburg         | Terre (ext.) | Brenda Kirk Pat Pretorius    | Michèle Gurdal Monique Van Haver   | 6-1, 6-4      | Parcours |
|                                                                             |            |                     |              |                              |                                    |               |          |
| 1973 - 1/4 de finale (groupe mondial) - Afrique du Sud - Pays-Bas - 3 : 0   |            |                     |              |                              |                                    |               |          |
| 12                                                                          | 04/05/1973 | Bad Homburg         | Terre (ext.) | Brenda Kirk                  | Trudy Groenman                     | 6-1, 2-6, 6-3 | Parcours |
|                                                                             |            |                     |              |                              |                                    |               |          |
| 1973 - 1/2 finale (groupe mondial) - Afrique du Sud - Roumanie - 2 : 1      |            |                     |              |                              |                                    |               |          |
| 13                                                                          | 05/05/1973 | Bad Homburg         | Terre (ext.) | Virginia Ruzici              | Brenda Kirk                        | 4-6, 6-3, 6-3 | Parcours |
| 13                                                                          | 05/05/1973 | Bad Homburg         | Terre (ext.) | Brenda Kirk Pat Pretorius    | Judith Gohn Mariana Simionescu     | 6-2, 4-6, 6-3 | Parcours |
|                                                                             |            |                     |              |                              |                                    |               |          |
| 1973 - Finale (groupe mondial) - Australie - Afrique du Sud - 3 : 0         |            |                     |              |                              |                                    |               |          |
| 14                                                                          | 30/04/1973 | Bad Homburg         | Terre (ext.) | Patricia Coleman             | Brenda Kirk                        | 10-8, 6-0     | Parcours |
| 14                                                                          | 30/04/1973 | Bad Homburg         | Terre (ext.) | Evonne Goolagong Janet Young | Brenda Kirk Pat Pretorius          | 6-1, 6-2      | Parcours |